# Jude Milhon
Jude Milhon (* 12. März 1939; † 19. Juli 2003), besser bekannt unter ihrem Pseudonym St. Jude, war eine Hackerin und Autorin in der San Francisco Bay Area.
Sie prägte den Begriff Cypherpunk und war Gründungsmitglied der Cypherpunks. Ein anderer Begriff, dessen Prägung 1962 in Cleveland ihr zugeschrieben wird, ist Hippie. 1967 begann sie mit dem Programmieren und schrieb Software für die Horn and Hardart Company. Unter den Projekten, an denen sie mitarbeitete, war das Berkeley Operating System und das Community Memory. Sie war Mitglied der Computer Professionals for Social Responsibility und Autorin mehrerer Bücher sowie leitende Redakteurin des Magazins Mondo 2000 und ständige Mitarbeiterin des berühmten Blogs Boing Boing. Milhon starb an Krebs.

## Werke (Auswahl)
- The Cyberpunk Handbook. (The real Cyberpunk Fakebook). Random House, New York, NY u. a. 1995, ISBN 0-679-76230-2.
- How to Mutate and Take Over the World. Ballantine Books, New York NY 1996, ISBN 0-345-39216-7.